# Žítková
Žítková (en allemand : Schitkowa) est une commune du district d'Uherské Hradiště, dans la région de Zlín, en République tchèque. Sa population s'élevait à 173 habitants en 2020.

## Géographie
Žítková se trouve à 30 km à l'est-sud-est d'Uherské Hradiště, à 32 km au sud-ouest de Zlín, à 96 km à l'est-sud-est de Brno et à 277 km au sud-est de Prague.
La commune est limitée par Pitín au nord, par la Slovaquie à l'est, par Starý Hrozenkov au sud et au sud-ouest, et par Bojkovice à l'ouest.

## Histoire
L'existence du village de Žítková est attestée depuis 1829.